# Dee Hibbert-Jones
Dee Hibbert-Jones é um cineasta, animador e produtor cinematográfico britânico. Como reconhecimento, foi nomeado ao Oscar 2016 na categoria de Melhor Documentário em Curta-metragem por Last Day of Freedom.